# Сара Раян
Сара Раян (англ. Sarah Ryan; нар. 20 лютого 1977) — австралійська плавчиня.
Олімпійська чемпіонка 2004 року, призерка 1996, 2000 років.
Чемпіонка світу з водних видів спорту 2001 року, призерка 1998 року.
Призерка Чемпіонату світу з плавання на короткій воді 1995, 1997, 1999, 2002 років.
Переможниця Пантихоокеанського чемпіонату з плавання 1995, 2002 років, призерка 1993, 1997, 1999 років.
Переможниця Ігор Співдружності 1998, 2002 років, призерка 1994 року.